# Ashley Spencer
Ashley Spencer (ur. 8 czerwca 1993 w Indianapolis) – amerykańska lekkoatletka specjalizująca się w biegach sprinterskich.
Podczas mistrzostw świata juniorów w 2012 zdobyła złoty medal w biegu na 400 metrów i w sztafecie 4 × 400 metrów. Rok później sięgnęła po srebro w sztafecie 4 × 400 metrów podczas mistrzostw świata. W marcu 2016 startowała na halowych mistrzostwach świata w Portland, podczas których zdobyła srebro w biegu na 400 metrów oraz stanęła na najwyższym stopniu podium sztafety 4 × 400 metrów. Brązowa medalistka igrzysk olimpijskich w Rio de Janeiro (2016) w biegu na 400 metrów przez płotki. W 2017 sięgnęła po złoty medal IAAF World Relays.
Złota medalistka mistrzostw NCAA.
Rekordy życiowe: bieg na 400 metrów (hala) – 51,27 (9 marca 2013, Fayetteville); bieg na 400 metrów (stadion) – 50,28 (7 czerwca 2013, Eugene); bieg na 400 metrów przez płotki – 53,11 (25 czerwca 2017, Sacramento).

## Osiągnięcia
| Rok  | Impreza                     | Miejsce        | Konkurencja                     | Pozycja    | Wynik   |
| ---- | --------------------------- | -------------- | ------------------------------- | ---------- | ------- |
| 2012 | Mistrzostwa świata juniorów | Barcelona      | bieg 400 metrów                 | 1. miejsce | 50,50   |
| 2012 | Mistrzostwa świata juniorów | Barcelona      | sztafeta 4 × 400 metrów         | 1. miejsce | 3:30,01 |
| 2013 | Mistrzostwa świata          | Moskwa         | bieg na 400 metrów              | półfinał   | 51,80   |
| 2013 | Mistrzostwa świata          | Moskwa         | sztafeta 4 × 400 metrów         | 2. miejsce | 3:20,41 |
| 2016 | Halowe mistrzostwa świata   | Portland       | bieg na 400 metrów              | 2. miejsce | 51,72   |
| 2016 | Halowe mistrzostwa świata   | Portland       | sztafeta 4 × 400 metrów         | 1. miejsce | 3:26,38 |
| 2016 | Igrzyska olimpijskie        | Rio de Janeiro | bieg na 400 metrów przez płotki | 3. miejsce | 53,72   |
| 2017 | IAAF World Relays           | Nassau         | sztafeta 4 × 400 metrów         | 1. miejsce | 3:24,36 |
| 2019 | Mecz Europa – USA           | Mińsk          | bieg na 400 metrów przez płotki | 8. miejsce | 1:41,14 |
| 2019 | Mistrzostwa świata          | Doha           | bieg na 400 metrów przez płotki | 6. miejsce | 54,45   |